# Petting (gmina)
Petting – miejscowość i gmina w południowo-wschodnich Niemczech, w kraju związkowym Bawaria, w rejencji Górna Bawaria, w regionie Südostoberbayern, w powiecie Traunstein. Leży około 12 km na wschód od Traunsteinu, u południowego krańca jeziora Waginger See.

## Demografia
| Rok  | Liczba mieszk. |
| ---- | -------------- |
| 1970 | 1 727          |
| 1987 | 1 891          |
| 2000 | 2 271          |
| 2005 | 2 338          |

### Struktura wiekowa
Dane o ludności z 31 grudnia 2008:
| Opis                                | Ogółem | Ogółem | Kobiety | Kobiety | Mężczyźni | Mężczyźni |
| ----------------------------------- | ------ | ------ | ------- | ------- | --------- | --------- |
| Jednostka                           | osób   | %      | osób    | %       | osób      | %         |
| Populacja                           | 2351   | 100    | 1149    | 48,87   | 1202      | 51,13     |
| Wiek przedprodukcyjny (0–17 lat)    | 514    | 21,86  | 240     | 10,21   | 274       | 11,65     |
| Wiek produkcyjny (18–65 lat)        | 1417   | 60,27  | 684     | 29,09   | 733       | 31,18     |
| Wiek poprodukcyjny (powyżej 65 lat) | 420    | 17,86  | 225     | 9,57    | 195       | 8,29      |

## Polityka
Wójtem gminy jest Karl Lanzinger z CSU, wcześniej urząd ten obejmował Markus Putzhammer, rada gminy składa się z 14 osób.
|      | CSU | FWG | Razem |
| 2008 | 7   | 7   | 14    |
| 2002 | 7   | 7   | 14    |

## Oświata
W gminie znajduje się przedszkole (60 miejsc) oraz szkoła podstawowa z częścią Hauptschule (10 nauczycieli, 165 uczniów).